# 高齢者等避難
| 名称 | 概略                                   |
| --- | -------------------------------------- |
| 緊急安全確保 | 命の危険があり直ちに安全確保をするべき |
| 避難指示 | 危険な場所から全員避難するべき         |
| 高齢者等避難 | 危険な場所から高齢者等は避難するべき   |
| 注:概略は、警戒レベルの周知・普及啓発用一覧表における「住民がとるべき行動」による。留意点として、警戒レベルは水害・土砂災害・高潮に紐づいているが、避難情報はそれ以外の危険も対象としている。 |                                        |

高齢者等避難（こうれいしゃとうひなん）とは、日本において、市区町村が発令する避難を呼びかける情報のひとつ。災害が発生するおそれがあるとき発令される。避難に時間がかかったりひとりで避難できなかったりする高齢者・障害者・乳幼児などの避難行動要支援者、およびその支援者らに対して、危険な場所から避難することを呼びかけるもの。
水害・土砂災害・高潮に導入されている警戒レベルではレベル3の情報（“危険な場所から高齢者等は避難”）に位置付けられている。
災害対策基本法に基づく。避難に関する情報として、上位には避難指示や緊急安全確保がある。
情報名は、2005年から2016年12月まで「避難準備情報」、2016年12月から2021年5月まで「避難準備・高齢者等避難開始」だった。

## 解説
災害発生のおそれがあるとき、市区町村長が対象地域の住民らに対して発令する。「高齢者等避難」の根拠となっている法令は災害対策基本法第56条第2項の以下の規定。ただし、法令に直接「高齢者等避難」と明記されているわけではなく、内閣府のガイドラインにより情報名が定められている。
| 名称                       | 内閣府ガイドラインにおける適用開始 |
| -------------------------- | ---------------------------------- |
| 避難準備情報               | 2005年から                         |
| 避難準備・高齢者等避難開始 | 2016年12月26日から                 |
| 高齢者等避難               | 2021年5月20日から                  |

### 経緯
2004年（平成16年）に新潟・福島豪雨などの風水害により高齢者の被害が相次いだことから、2005年（平成17年）に内閣府のガイドラインで「避難準備情報」として制定され、同年6月28日に新潟県の三条市と長岡市で初めて適用された。これにより、避難情報は3段階となる。なおこの時点では法律に明記がなく、各市町村が採用することで順次広がっていった。2013年6月の災害対策基本法改正で初めて明記されている。
しかし、2016年（平成28年）の台風10号で高齢者施設の入居者が犠牲になったことで、「避難準備」では呼びかけの意図が伝わりにくいことが問題視された。高齢者等は避難を開始する段階であることを明確にするために、同年12月26日より「避難準備・高齢者等避難開始」に名称が変更された。
この間、警戒レベルおよび「災害発生情報」の導入で2019年からは避難情報が4種類に増える反面、分かりにくさも指摘されていた。
さらに、2021年（令和3年）5月20日からは名称を「高齢者等避難」に改めている。避難行動の対象者をより明確にすることが理由で、避難勧告の廃止を含む改正災害対策基本法施行に合わせて行われた。これにより避難情報は下位から順に「高齢者等避難」「避難指示」「緊急安全確保」の3種類となった。

### 位置付け
「高齢者等避難」が指す「高齢者等」は、避難に時間を要したり独力で避難できなかったりする、在宅または施設を利用している高齢者、障害のある人などで、それに加えてその人達の避難を支援する人も含む。
避難行動要支援者が利用する介護施設など、また不特定多数が利用する地下街のような施設では、平時から避難計画を作成することが定められていて（根拠法は介護保険法、水防法、土砂災害防止法、津波防災地域づくりに関する法律など）、基本的にはこれに基づいて避難が行われる。
「人的被害が発生するおそれ」という不確実な段階で地域の人々の避難準備をさせる、すなわち災害が発生しない可能性も内在しながら、人々の生命を優先させるために発令することに意義がある。なお、この情報が発令されたとしても、事業所の活動や商店などの営業は可能となっている。
情報名は「避難指示」に合わせた「高齢者等避難指示」ではない。高齢者等避難は早い段階で空振りを恐れず発令するため発表の頻度が高く、頻繁に避難を行うことが負担となる高齢者等がいることから、拘束力の強い「指示」は用いなかったという。
火山災害では、「噴火警報（居住地域）」（特別警報に該当する）の発表が高齢者等避難の段階である。なお、噴火警戒レベル導入火山ではレベル4にあたる。この名称もかつては「避難準備」だった。

## 周知
テレビやWebサイト等による伝達の際、ガイドラインではISO 22324等を参考に危険度をカラーレベルで表現することが望ましいとされている。2019年に警戒レベルが導入されるとこれに合わせる形で変更された。現在高齢者等避難は赤系統    （RGB(255, 40, 0)）。一例として2021年5月時点で、NHKのテレビ放送では同じ色、Yahoo! JAPANの避難情報のページでは 赤系統の近似色    （※高齢者等避難に改称前は     黄色系統）を使用している。
内閣府による多言語周知の資料では、高齢者等避難の英称は"Evacuation of the Elderly, Etc."。

## 基準
市町村が各々の事情に応じて基準を設定する。その目安になっている内閣府のガイドラインの最新のもの（2021年5月改訂・2022年9月更新）の発令基準例から、主なものを以下に挙げる。
水害
川の水位が避難判断水位に達しており更に上昇すると見込まれる場合や、（大きな川の中下流域では） 洪水警報に相当する危険度分布「警戒（赤）」の場合など。
土砂災害
大雨警報（土砂災害）が発表された場合や、危険度分布「警戒（赤）」の場合、過去の事例に基づく雨量基準などで早期避難を開始すべき水準に達した場合など。また、大雨注意報発表中の夕刻の段階で夜から早朝の間に大雨警報への切り替えの可能性がある場合。
高潮
警報に切り替える可能性が高い旨の高潮注意報発表や、高潮特別警報発表の可能性がある場合（上陸24時間前）。
※なお風水害では、台風等で避難が難しくなる暴風が予想される場合は風の弱い段階で、夜間から明け方に強い降雨が予想される場合は夕方の時点での発令を検討する。
津波
猶予時間のある遠地津波で、津波警報等に先立って発令する場合。

## 高齢者等避難の発令で行うべきこと
「高齢者等避難」が発令されたときには、避難に時間がかかる高齢者、障害者、乳幼児などは、支援者とともに、安全な場所へ避難を始めるべきとされている。
高齢者等以外の人々においても、特に土砂災害や洪水・浸水の危険性が高いところではこの段階から自主的に避難するのが望ましい場合がある。そうでない場合も、水害・土砂災害・高潮の場合は警戒レベル3であり、いつも通りの行動を見直し始める契機としたり、すぐに避難できるような準備を行ったりするべきとされている